# Isopogon

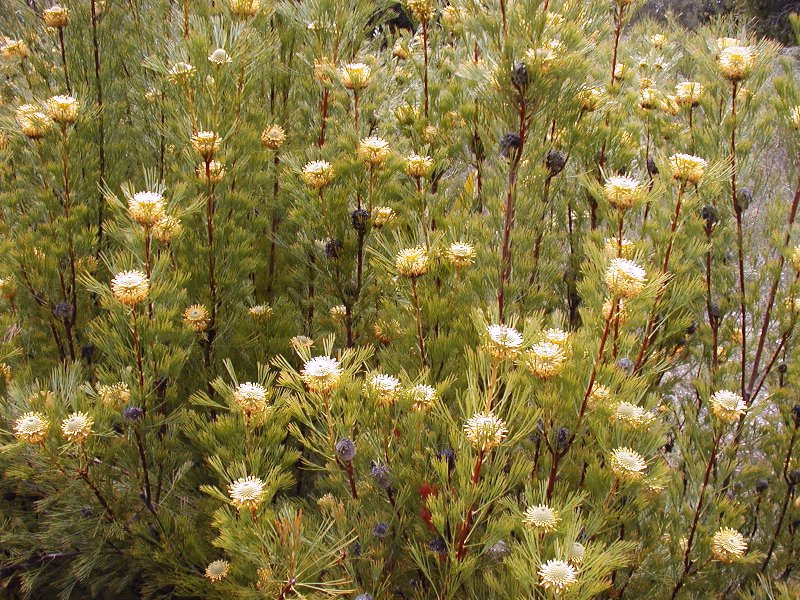
Isopogon anethifolius, Maranoa Gardens

Isopogon es un género de arbustos de la familia Proteaceae. Se encuentra en Australia.

## Taxonomía
Isopogon fue descrito por R.Br. ex Knight y publicado en On the cultivation of the plants belonging to the natural order of Proteeae 93. 1809. La especie tipo es: Isopogon anemonifolius (R.A. Salisbury) Knight.

## Especies
| - I. adenanthoides - I. alcicornis - I. anethifolius - I. anemonifolius - I. anethifolius - I. asper - I. attenuatus - I. axillaris - I. baxteri - I. buxifolius - I. ceratophyllus - I. cuneatus - I. dawsonii - I. divergens - I. drummondii - I. dubius (=roseus) - I. fletcheri | - I. formosus - I. latifolius - I. linearis - I. longifolius - I. menoraifolius - I. petiolaris - I. polycephalus - I. prostratus - I. scaber - I. scabriusculus - I. sphaerocephalus - I. teretifolius - I. tridens - I. trilobus - I. uncinatus - I. villosus |